# Камео
Камѐо роля или накратко камѐо (от английски: cameo, [ˈkæmioʊ]) е внезапното кратко появяване на известна личност (режисьор, политик, музикант и др.) във филм или театрална пиеса. Най-често даденият човек играе себе си и не се споменава в списъка с актьори в увода на филма. Много от тези роли са малки, без диалози и се дължат на приноса на личността към въпросната творба. Думата произлиза от камея – миниатюрна резба (барелеф) върху скъпоценен камък.
Понякога режисьорът на филма играе незначителна роля в собствения си филм. Примери за такива режисьори са: Алфред Хичкок, Стан Лий, Питър Джаксън, Куентин Тарантино, Джордж Лукас, Уве Бол, Майкъл Бей, Леонид Гайдай, Такеши Китано, Георгий Данелия, Тинто Брас, Серджо Леоне, Кевин Смит, Чарли Чаплин, Никита Михалков, М. Найт Шаямалан, Оливър Стоун, Стивън Кинг, Чарли Чаплин в „Графинята от Хонгконг“ и други.